# Anahuac Tauro
El Anahuac Tauro es un pequeño avión fumigador mexicano construido en pequeñas cantidades durante las décadas de los 60 y 70. Su desarrollo comenzó en 1967 y el 3 de diciembre de 1968 ya estaba realizando su primer vuelo. Consiguió su certificado por la DGAC el 8 de agosto de 1969 para poder ser fabricado en serie. Era un monoplano convencional de ala baja con tren de aterrizaje fijo y barras de riego a lo largo del borde posterior.

## Diseño y desarrollo
Se trata de un monoplano de ala baja con fuselaje construido en metal y cabina alta para facilitar la visión del piloto. La cisterna se encuentra delante y debajo de la cabina para lograr el equilibrio de la aeronave. Las alas tienen estructura metálica y están cubiertas de lona tratada.
Debido a las necesidades agrícolas en México, Aviones Anahuac nació a mediados de los 60 para satisfacer las necesidades del mercado. Se comenzó con el diseño del Tauro en 1967 para competir con otros monoplanos de ala baja y cabina alta monoplaza como el Cessna 188 y el primer prototipo fue equipado con un motor Jacobs R-755-A2M1 de 300 HP voló en 1968 y mostró resultados favorables, por lo que se construyeron 7 aeronaves más.
A inicios de los 70, Jacobs lanzó una versión más potente del motor R-755, por lo que Anahuac decidió reanudar la producción en 1972 y adoptando el motor turbocargado Jacobs R-755-SM de 350 HP para producir 4 unidades Tauro 350.

## Variantes
- Tauro 300: Primera versión de la aeronave, equipada con un motor Jacobs  R-755-A2M1 de 300 HP equipado con un recipiente para 870 l de líquido o 700 kg de químicos secos.[2]
- Tauro 350: Versión mejorada construida a partir de 1977, contaba con un motor turbocargado Jacobs R-755-SM de 350 HP y un contenedor para 870 l de líquido o 800 kg de químicos secos.[4]

## Cese de producción
En los 70 existían en México 3 fábricas de aviones, sin embargo la SAGARPA autorizó la importación de 130 aviones agrícolas, dejando fuera de competencia a las compañías mexicanas, además el Banco Nacional de Crédito Rural quien ordenó la fabricación de 11 aviones a Anahuac y Bárcenas para la región de Tehuantepec y finalmente no financió su fabricación.

## Especificaciones
| Características generales | Tauro 300                               | Tauro 350                                          |
| ------------------------- | --------------------------------------- | -------------------------------------------------- |
| Tripulación               | 1                                       | 1                                                  |
| Capacidad de contenedor   | 870 L de líquido o 700 kg de sólidos    | 870 L de líquido o 800 kg de sólidos               |
| Longitud                  | 8.21 m                                  | 8.21 m                                             |
| Envergadura               | 11.44 m                                 | 11.44 m                                            |
| Altura                    | 2.34 m                                  | 2.34 m                                             |
| Peso máximo al despegue   | 1,606 kg                                | 2,064 kg                                           |
| Peso vacío                | 895 kg                                  | 958 kg                                             |
| Perfil alar               | USA 35B                                 | USA 35B                                            |
| Rendimiento               |                                         |                                                    |
| Velocidad de crucero      | 78 kt (145 km/h)                        | 74 kt (137 km/h)                                   |
| Velocidad máxima          | 104 kt (193 km/h)                       | 104 kt (193 km/h)                                  |
| Alcance                   | 202 Nm (375 km)                         | 202 Nm (375 km)                                    |
| Techo de vuelo            | 14 000 ft (4250 m)                      | 19 000 (5,790 m)                                   |
| Régimen de ascenso        | 500 ft/min (2.55 m/s)                   | 850 ft/min (4.3 m/s)                               |
| Motores (×1)              | Radial de 7 cilindros Jacobs R-755-A2M1 | Radial de 7 cilindros turbocargado Jacobs R-755-SM |
| Potencia (×1)             | 300 HP                                  | 350 HP                                             |